# Saint-Vincent-de-Tyrosse
Saint-Vincent-de-Tyrosse – miejscowość i gmina we Francji, w regionie Nowa Akwitania, w departamencie Landy.
Według danych na rok 1990 gminę zamieszkiwało 5075 osób, a gęstość zaludnienia wynosiła 242 osób/km² (wśród 2290 gmin Akwitanii Saint-Vincent-de-Tyrosse plasuje się na 81. miejscu pod względem liczby ludności, natomiast pod względem powierzchni na miejscu 495.).